# Tomas Arvidsson
Tomas Arvidsson, född 22 juni 1941 i Älmhult, deckarförfattare. Tidigare lärare och VD för Barometern.
Arvidsson växte upp i Göteborg och utbildade sig till lärare i psykologi, pedagogik och biologi. Arvidsson blev 1971 anställd som utbildningsledare vid Högskolan i Kalmar. Efter framgången med TV-serierna om Studierektorn blev han chef för Sveriges Television i Värmland. Efter detta chefsjobb blev han VD för tidningen Östra Småland och därefter direkt efter dess konkurrent Barometern i Kalmar, en anställning som han slutade vid årsskiftet 1999/2000. Därefter verkar han som fristående krönikör och författare.

## Studierektorn
Arvidssons största framgång som författare har varit böckerna om den brottslige studierektorn i Kalmar. Studierektorn Jan Bertilsson är i första boken 38 år, arbetar vid en gymnasieskola i Kalmar samt är gift, och har två döttrar. I den sista boken Studierektorns sista stöt från 2004 är han 48 år, i övrigt ingen förändring. Även om inte Bertilsson medverkar i alla Arvidssons romaner finns det ett persongalleri som ständigt återkommer.
Bertilssons kriminella karriär inleddes i Enkelstöten med ett rån mot Handelsbanken vid Karlaplan i Stockholm. I Dubbelstöten som publicerades samtidigt är inte Bertilsson med, däremot hans kumpan från bankrånet, läkaren Gunnar Stensson, som tänker stjäla två nobelpris. I Bakstöten handlar det om Gunnar Stenssons änka Violet som tillsammans med biologiläraren Elin Höög rånar en värdetransport. Studierektor Bertilsson återkommer i Utanförskapet från 1981 där han tillsammans med sin bror, poeten Bo Bertilsson, iscensätter ett självmord för att få ut livförsäkringspengarna. I Trippelstöten lurar Bertilsson och rektor Al Bergman till sig miljoner från konferensbranschen. Både Bertilsson och rektor Bergman är också med i För gammal vänskaps skull där det handlar om en stulen staty. I Studierektorns byte förlorar Bertilsson sina pengar när inbrottstjuvar stjäl pengarna han har gömt i hemmet. I den avslutande Studierektorns sista stöt handlar det om ett bedrägeri mot Handelsbanken där man drar 17 kronor från miljontals konton.
Böckerna om studierektorn har också spelats in som tre fristående TV-serier, Dubbelstötarna, Dubbelsvindlarna samt Studierektorns sista strid. Huvudrollen spelades av skådespelaren Björn Gustafson. Manus skrevs av Arvidsson i samarbete med regissören Pelle Berglund.
De två första serieomgångarna kombinerade episoder från fyra av Arvidssons böcker: Dubbelstötarna var baserad på Enkelstöten och Dubbelstöten, Dubbelsvindlarna på Bakstöten och Utanförskapet. Den tredje, Studierektorns sista strid, var helt nyskriven. Jämte Gustafson hade Frej Lindqvist, Lasse Strömstedt, Helena Brodin, Birgitta Valberg, Gunilla Olsson och Lauritz Falk framträdande roller i någon eller några av serierna.
År 2017 gjordes en ny TV-version av Enkelstöten, med Sissela Kyle och Lotta Tejle i huvudrollerna.

## Priser och utmärkelser
- Debutant-diplomet 1976
- Temmelburken 2008